# Super Formula 2019
La stagione 2019 della Super Formula è stata la quarantasettesima edizione del più importante campionato giapponese per vetture a ruote scoperte, la settima con la denominazione di Super Formula. La serie è iniziata il 20 aprile ed è terminata il 27 ottobre, dopo 7 gare. È la prima stagione in cui viene impiegata, quale unica vettura ammessa, la Dallara SF19.
Il campionato è stato vinto, per la prima volta, dal pilota neozelandese Nick Cassidy. Il titolo per le scuderie è andato alla Dandelion Racing.

## La pre-stagione

### Calendario
Dopo essere stata annunciata una versione preliminare del calendario il 13 agosto 2018, la versione finale è stata poi definita a dicembre.
| Gara | Gara | Nome                             | Circuito                           | Giri | Lunghezza                  | Data         |
| ---- | ---- | -------------------------------- | ---------------------------------- | ---- | -------------------------- | ------------ |
| 1    | 1    | NGK SPARK PLUG Suzuka 2 & 4 Race | Circuito di Suzuka                 | 43   | 43 x 5,807 km = 249,701 km | 21 aprile    |
| 2    | 2    |                                  | Autopolis                          | 54   | 54 x 4,673 km = 252,342 km | 19 maggio    |
| 3    | 3    |                                  | Sportsland SUGO                    | 68   | 68 x 3,704 km = 251,872 km | 22 giugno    |
| 4    | 4    |                                  | Circuito del Fuji                  | 53   | 53 x 4,563 km = 241,839 km | 14 luglio    |
| 5    | 5    | Twin Ring Motegi 2&4 Race        | Twin Ring Motegi                   | 51   | 51 x 4,801 km = 244,851 km | 18 agosto    |
| 6    | 6    |                                  | Circuito Internazionale di Okayama | 66   | 66 x 3,703 km = 244,398 km | 29 settembre |
| 7    | 7    | JAF Grand Prix                   | Circuito di Suzuka                 | 43   | 43 x 5,807 Km = 249,701 km | 27 ottobre   |

- Tutte le corse sono disputate in Giappone.

### Test
La prima sessione di test ufficiali si tiene sul Circuito di Suzuka il 4 e 5 marzo. La seconda si tiene sul Circuito del Fuji, tra il 26 e 27 marzo.
| Circuito           | Data                  | Pilota più veloce | Team                | Tempo    | Giri |
| ------------------ | --------------------- | ----------------- | ------------------- | -------- | ---- |
| Circuito di Suzuka | 4 marzo (mattina)     | Naoki Yamamoto    | Dandelion Racing    | 1'45"547 | 17   |
| Circuito di Suzuka | 4 marzo (pomeriggio)  | Nirei Fukuzumi    | Dandelion Racing    | 1'36"150 | 45   |
| Circuito di Suzuka | 5 marzo               | Kenta Yamashita   | Kondo Racing        | 1'36"456 | 49   |
| Circuito del Fuji  | 26 marzo (mattina)    | Naoki Yamamoto    | Dandelion Racing    | 1'21"742 | 34   |
| Circuito del Fuji  | 26 marzo (pomeriggio) | Sho Tsuboi        | P.mu/cerumo・INGING | 1'22"204 | 48   |
| Circuito del Fuji  | 27 marzo (mattina)    | Kenta Yamashita   | Kondo Racing        | 1'21"798 | 43   |
| Circuito del Fuji  | 27 marzo (pomeriggio) | Ryō Hirakawa      | Team Impul          | 1'21"991 | 41   |

## Scuderie e piloti

### Scuderie
La scuderia tedesca Motopark, non selezionata per partecipare alla nuova F.3 Internazionale, decide di appoggiare il team B-Max, con una collaborazione che si estende anche alla F.3 giapponese.

### Piloti
Il pilota austriaco Lucas Auer raggiunge il campionato, firmando per la B-MAX Motopark, dopo che la Mercedes-AMG ha deciso di chiudere il suo impegno nel DTM. L'ex pilota della F3 FIA europea Harrison Newey è poi confermato sull'altra vettura della scuderia.
Il campione uscente, Naoki Yamamoto passa alla Team Dandelion Racing, dopo ben 8 stagioni di permanenza al Team Mugen. È raggiunto da Nirei Fukuzumi, che nel 2018 si divise tra la Super Formula e la Formula 2. Nobuharu Matsushita lascia il Team Dandelion, per tornare in Formula 2 con la Carlin. Anche l'altro pilota Dandelion, Tomoki Nojiri, abbandona la scuderia, per passare al Team Mugen. Qui trova il vicecampione della F3 FIA 2018 Daniel Ticktum, che disputò due gara nella categoria nel 2018.
Koudai Tsukakoshi lascia, dopo 6 stagioni, la Real Racing; viene rimpiazzato da Tristan Charpentier, che arriva dalla BRDC British Formula 3. Narain Karthikeyan e Takuya Izawa vengono sostituiti, alla Nakajima Racing, dall'ex pilota di F2 Tadasuke Makino e dallo spagnolo Álex Palou, già impegnato nella F3 nipponica. Karthikeyan compete nel team solo per la Super GT. Dalla gara di Autopolis Koudai Tsukakoshi riprende il posto di Carpentier alla Real Racing.
Dopo tre gare Dan Ticktum esce dal programma per giovani piloti della Red Bull Racing, venendo sostituito, al Team Mugen, dal pilota messicano Patricio O'Ward. A seguito del passaggio del pilota russo Artëm Markelov in Formula 2, il Team LeMans ingaggia Yuichi Nakayama, pilota locale che già ha corso nella categoria. Per l'ultima gara della stagione, il JAF Grand Prix, il pilota estone Jüri Vips prende il posto di O'Ward al Team Mugen.

### Tabella riassuntiva
| Team                         | Motore | No. | Piloti              | Gare  |
| ---------------------------- | ------ | --- | ------------------- | ----- |
| DoCoMo Team Dandelion Racing | Honda  | 1   | Naoki Yamamoto      | Tutte |
| DoCoMo Team Dandelion Racing | Honda  | 5   | Nirei Fukuzumi      | Tutte |
| Kondō Racing                 | Toyota | 3   | Kenta Yamashita     | Tutte |
| Kondō Racing                 | Toyota | 4   | Yuji Kunimoto       | Tutte |
| Team LeMans                  | Toyota | 7   | Artëm Markelov      | 1-5   |
| Team LeMans                  | Toyota | 7   | Yuichi Nakayama     | 6     |
| Team LeMans                  | Toyota | 8   | Kazuya Oshima       | Tutte |
| Team Mugen                   | Honda  | 15  | Dan Ticktum         | 1-3   |
| Team Mugen                   | Honda  | 15  | Patricio O'Ward     | 4-6   |
| Team Mugen                   | Honda  | 15  | Jüri Vips           | 7     |
| Team Mugen                   | Honda  | 16  | Tomoki Nojiri       | Tutte |
| Real Racing                  | Honda  | 17  | Tristan Charpentier | 1     |
| Real Racing                  | Honda  | 17  | Koudai Tsukakoshi   | 2-7   |
| Team KCMG                    | Toyota | 18  | Kamui Kobayashi     | Tutte |
| Team Impul                   | Toyota | 19  | Yuhi Sekiguchi      | Tutte |
| Team Impul                   | Toyota | 20  | Ryō Hirakawa        | Tutte |
| Team Tom's                   | Toyota | 36  | Kazuki Nakajima     | Tutte |
| Team Tom's                   | Toyota | 37  | Nick Cassidy        | Tutte |
| INGING                       | Toyota | 38  | Hiroaki Ishiura     | Tutte |
| INGING                       | Toyota | 39  | Sho Tsuboi          | Tutte |
| B-MAX with Motopark          | Honda  | 50  | Lucas Auer          | Tutte |
| B-MAX with Motopark          | Honda  | 51  | Harrison Newey      | Tutte |
| TCS Nakajima Racing          | Honda  | 64  | Álex Palou          | Tutte |
| TCS Nakajima Racing          | Honda  | 65  | Tadasuke Makino     | Tutte |

- Tutte le vetture sono Dallara SF19.

## Risultati e classifiche

### Risultati
| Gara | Gara | Circuito  | Tempo       | Velocità     | Pole Position   | Giro Veloce     | Vincitore       | Vettura        | Team                  |
| ---- | ---- | --------- | ----------- | ------------ | --------------- | --------------- | --------------- | -------------- | --------------------- |
| 1    | 1    | Suzuka    | 1h28'21"635 | 169,56 km/h  | Tadasuke Makino | Álex Palou      | Nick Cassidy    | Dallara-Toyota | TOM's                 |
| 2    | 2    | Autopolis | 1h30'29"891 | 167,055 km/h | Yuji Kunimoto   | Yuhi Sekiguchi  | Yuhi Sekiguchi  | Dallara-Toyota | Team Impul            |
| 3    | 3    | Sugo      | 1h27'37"593 | 172,288 km/h | Naoki Yamamoto  | Lucas Auer      | Naoki Yamamoto  | Dallara-Honda  | Team Dandelion Racing |
| 4    | 4    | Fuji      | 1h36'27"150 | 150,405 km/h | Álex Palou      | Álex Palou      | Álex Palou      | Dallara-Honda  | Nakajima Racing       |
| 5    | 5    | Motegi    | 1h22'51"411 | 177,175 km/h | Álex Palou      | Artëm Markelov  | Ryō Hirakawa    | Dallara-Toyota | Team Impul            |
| 6    | 6    | Okayama   | 1h30'52"967 | 161,092 km/h | Ryō Hirakawa    | Kamui Kobayashi | Kenta Yamashita | Dallara-Toyota | Kondō Racing          |
| 7    | 7    | Suzuka    | 1h14'24"627 | 201,089 km/h | Álex Palou      | Nick Cassidy    | Tomoki Nojiri   | Dallara-Honda  | Team Mugen            |

### Classifica piloti
I punti sono assegnati secondo lo schema seguente:
| Gare 1-6 | 10 | 8 | 6 | 5 | 4 | 3 | 2 | 1 | 1 |
| Gara 7   | 13 | 8 | 6 | 5 | 4 | 3 | 2 | 1 | 1 |

| Pilota | Posizione           | S2&4 | A2&4 | SUG | FUJ | M2&4 | OKA | JAF | Punti |
| ------ | ------------------- | ---- | ---- | --- | --- | ---- | --- | --- | ----- |
| 1      | Nick Cassidy        | 1    | 8    | 4   | 3   | 3    | 10  | 2   | 36    |
| 2      | Naoki Yamamoto      | 2    | 2    | 1   | 11  | 9    | 7   | 5   | 33    |
| 3      | Álex Palou          | Rit  | 6    | 13  | 1   | 4    | 4   | 19  | 26    |
| 4      | Tomoki Nojiri       | 4    | 18   | Rit | 4   | 8    | 9   | 1   | 24    |
| 5      | Kenta Yamashita     | 3    | 7    | 6   | 17  | 13   | 1   | 9   | 21    |
| 6      | Kamui Kobayashi     | 9    | 10   | 2   | 6   | 2    | 18  | 12  | 19    |
| 7      | Nirei Fukuzumi      | 11   | 5    | 5   | 9   | 5    | Rit | 3   | 18    |
| 8      | Yuhi Sekiguchi      | Rit  | 1    | 10  | 8   | 15   | 13  | 4   | 16    |
| 9      | Lucas Auer          | 7    | 11   | 3   | Rit | 7    | 5   | 11  | 14    |
| 10     | Ryō Hirakawa        | Rit  | 14   | 11  | 12  | 1    | 12  | 8   | 12    |
| 11     | Sho Tsuboi          | 5    | 12   | Rit | 2   | 17   | 11  | 10  | 12    |
| 12     | Kazuki Nakajima     | Rit  | 13   | 12  | 5   | 16   | 2   | 14  | 12    |
| 13     | Hiroaki Ishiura     | Rit  | 9    | 7   | 7   | 6    | Rit | 6   | 10    |
| 14     | Kazuya Oshima       | 12   | 3    | 17  | 13  | 11   | 8   | 17  | 7     |
| 15     | Harrison Newey      | Rit  | 17   | Rit | 16  | 19   | 3   | 20  | 6     |
| 16     | Tadasuke Makino     | Rit  | 4    | 14  | 10  | Rit  | 17  | 13  | 6     |
| 17     | Yuji Kunimoto       | 6    | 16   | 8   | 15  | 10   | 16  | 15  | 5     |
| 18     | Patricio O'Ward     |      |      |     | 14  | 14   | 6   |     | 3     |
| 19     | Koudai Tsukakoshi   |      | 15   | 9   | 18  | 18   | 14  | 7   | 2     |
| 20     | Dan Ticktum         | 8    | Rit  | 15  |     |      |     |     | 1     |
| 21     | Artëm Markelov      | 10   | Rit  | 16  | 19  | 12   |     |     | 0     |
| 22     | Yuichi Nakayama     |      |      |     |     |      | 15  | 16  | 0     |
| 23     | Jüri Vips           |      |      |     |     |      |     | 18  | 0     |
| –      | Tristan Charpentier | Rit  |      |     |     |      |     |     | 0     |
| Pos    | Pilota              | S2&4 | A2&4 | SUG | FUJ | M2&4 | OKA | JAF | Punti |

| Colore  | Risultato             |
| ------- | --------------------- |
| Oro     | Vincitore             |
| Argento | 2º posto              |
| Bronzo  | 3º posto              |
| Verde   | Finito a punti        |
| Blu     | Finito senza punti    |
| Viola   | Ritirato (Rit)        |
| Viola   | Non classificato (NC) |
| Rosso   | Non qualificato (NQ)  |
| Nero    | Squalificato (SQ)     |
| Bianco  | Non partito (NP)      |
| Bianco  | Non ha gareggiato     |
| Bianco  | Infortunato (INF)     |
| Bianco  | Escluso (ES)          |
| Bianco  | Gara cancellata (C)   |

### Classifica scuderie
| Pos. | Team                       | Nr. | S2&4 | A2&4 | SUG | FUJ | M2&4 | OKA | JAF | Punti |
| ---- | -------------------------- | --- | ---- | ---- | --- | --- | ---- | --- | --- | ----- |
| 1    | Dandelion Racing           | 1   | 2    | 2    | 1   | 11  | 9    | 5   | 5   | 50    |
| 1    | Dandelion Racing           | 5   | 11   | 5    | 5   | 9   | 5    | Rit | 3   | 50    |
| 2    | Team TOM'S                 | 36  | Rit  | 13   | 12  | 5   | 16   | 2   | 14  | 48    |
| 2    | Team TOM'S                 | 37  | 1    | 8    | 4   | 3   | 3    | 10  | 2   | 48    |
| 3    | Nakajima Racing            | 64  | Rit  | 6    | 13  | 1   | 4    | 4   | 19  | 28    |
| 3    | Nakajima Racing            | 65  | Rit  | 4    | 14  | 10  | Rit  | 17  | 13  | 28    |
| 4    | Team Impul                 | 19  | Rit  | 1    | 10  | 8   | 15   | 13  | 4   | 27    |
| 4    | Team Impul                 | 20  | Rit  | 14   | 11  | 12  | 1    | 12  | 8   | 27    |
| 5    | Team Mugen                 | 15  | 8    | Rit  | 15  | 14  | 14   | 6   | 18  | 25    |
| 5    | Team Mugen                 | 16  | 4    | 18   | Rit | 4   | 8    | 9   | 1   | 25    |
| 6    | Kondō Racing               | 3   | 3    | 7    | 6   | 17  | 13   | 1   | 9   | 25    |
| 6    | Kondō Racing               | 4   | 6    | 16   | 8   | 15  | 10   | 16  | 15  | 25    |
| 7    | JMS P.mu/Cerumo・INGING    | 38  | Rit  | 9    | 7   | 7   | 6    | Rit | 6   | 22    |
| 7    | JMS P.mu/Cerumo・INGING    | 39  | 5    | 12   | Rit | 2   | 17   | 11  | 10  | 22    |
| 8    | B-MAX Racing with Motopark | 50  | 7    | 11   | 3   | Rit | 7    | 5   | 11  | 20    |
| 8    | B-MAX Racing with Motopark | 51  | Rit  | 17   | Rit | 16  | 19   | 3   | 20  | 20    |
| 9    | carrozzeria Team KCMG      | 18  | 9    | 10   | 2   | 6   | 2    | 18  | 12  | 19    |
| 10   | Team LeMans                | 7   | 10   | Rit  | 16  | 19  | 12   | 15  | 16  | 7     |
| 10   | Team LeMans                | 8   | 12   | 3    | 17  | 13  | 11   | 8   | 17  | 7     |
| 11   | Real Racing                | 17  | Rit  | 15   | 9   | 18  | 18   | 14  | 7   | 2     |
| Pos. | Team                       | Nr. | S2&4 | A2&4 | SUG | FUJ | M2&4 | OKA | JAF | Punti |

| Colore  | Risultato             |
| ------- | --------------------- |
| Oro     | Vincitore             |
| Argento | 2º posto              |
| Bronzo  | 3º posto              |
| Verde   | Finito a punti        |
| Blu     | Finito senza punti    |
| Viola   | Ritirato (Rit)        |
| Viola   | Non classificato (NC) |
| Rosso   | Non qualificato (NQ)  |
| Nero    | Squalificato (SQ)     |
| Bianco  | Non partito (NP)      |
| Bianco  | Non ha gareggiato     |
| Bianco  | Infortunato (INF)     |
| Bianco  | Escluso (ES)          |
| Bianco  | Gara cancellata (C)   |

## Test post-stagionali
Il Circuito di Suzuka ha ospitato i test post stagionali, tra il 4 e 5 dicembre.
| Circuito           | Data                    | Pilota più veloce | Team             | Tempo    | Giri |
| ------------------ | ----------------------- | ----------------- | ---------------- | -------- | ---- |
| Circuito di Suzuka | 4 dicembre (mattino)    | Naoki Yamamoto    | Dandelion Racing | 1'36"900 | 21   |
| Circuito di Suzuka | 4 dicembre (pomeriggio) | Jüri Vips         | Team Mugen       | 1'36"215 | 28   |
| Circuito di Suzuka | 5 dicembre (mattino)    | Nirei Fukuzumi    | Dandelion Racing | 1'35"190 | 16   |
| Circuito di Suzuka | 5 dicembre (pomeriggio) | Tadasuke Makino   | Nakajima Racing  | 1'36"482 | 8    |